# Carl Adam Kaltenbrunner

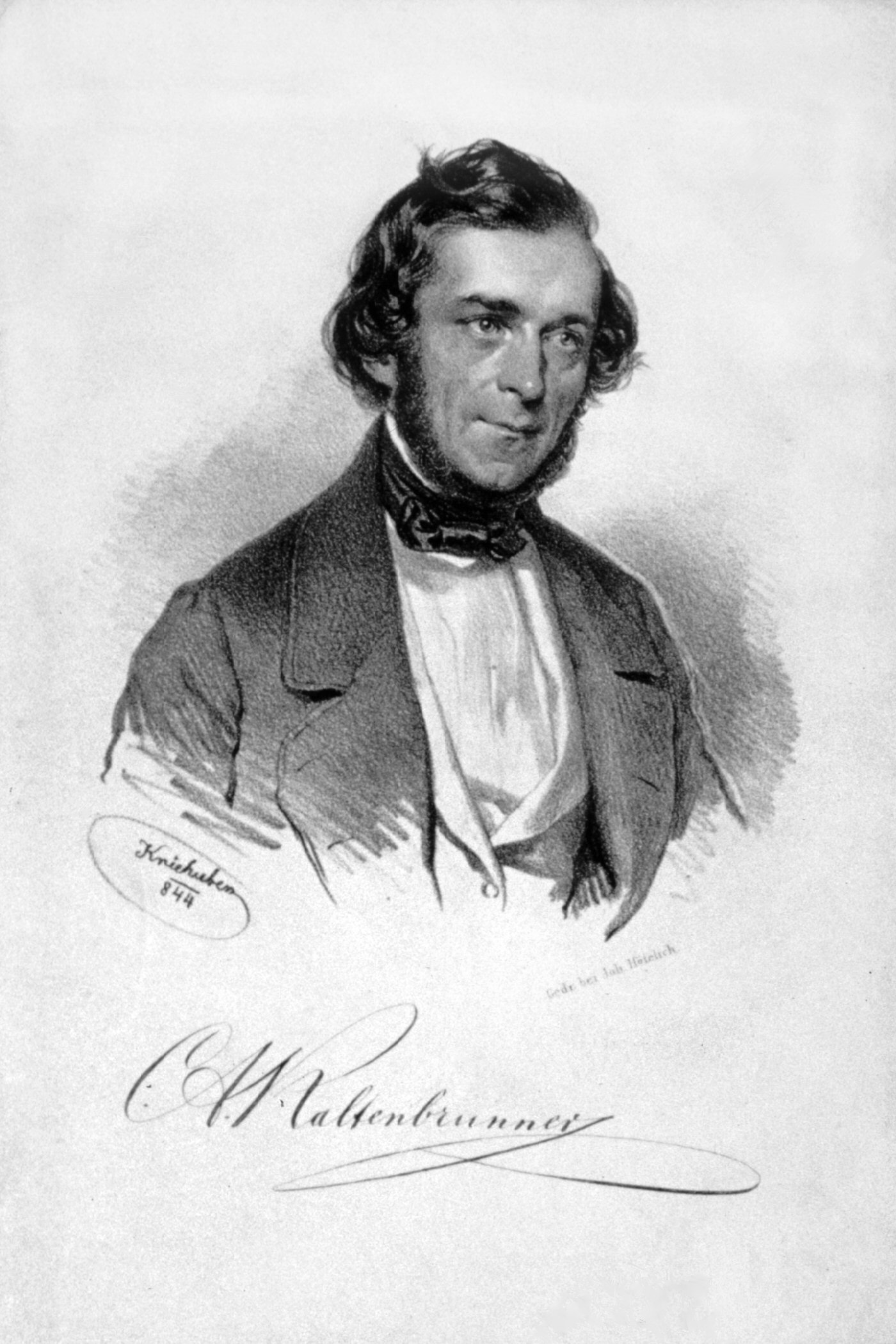
Carl Adam Kaltenbrunner, Lithographie von Josef Kriehuber, 1844

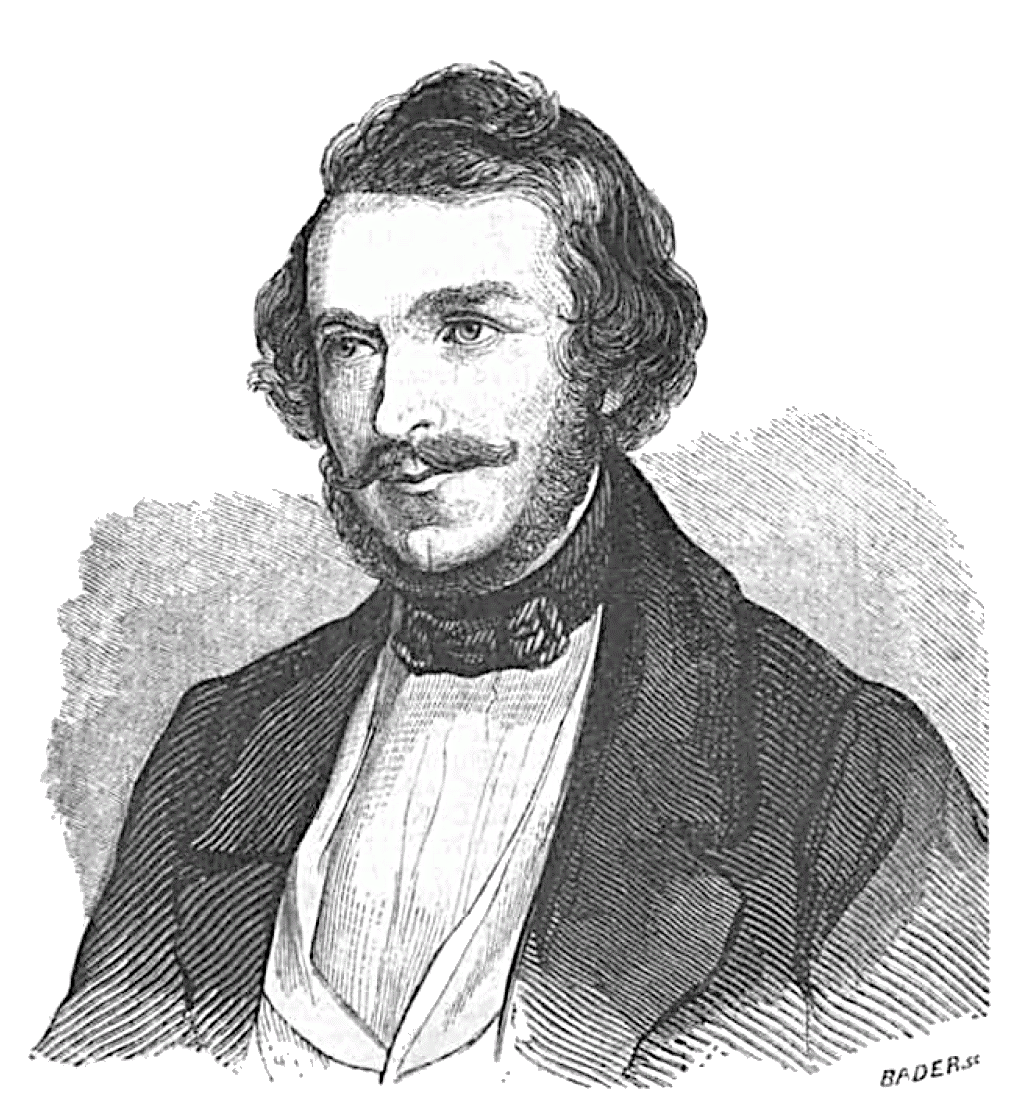
Carl Adam Kaltenbrunner
(Stich von 1852)

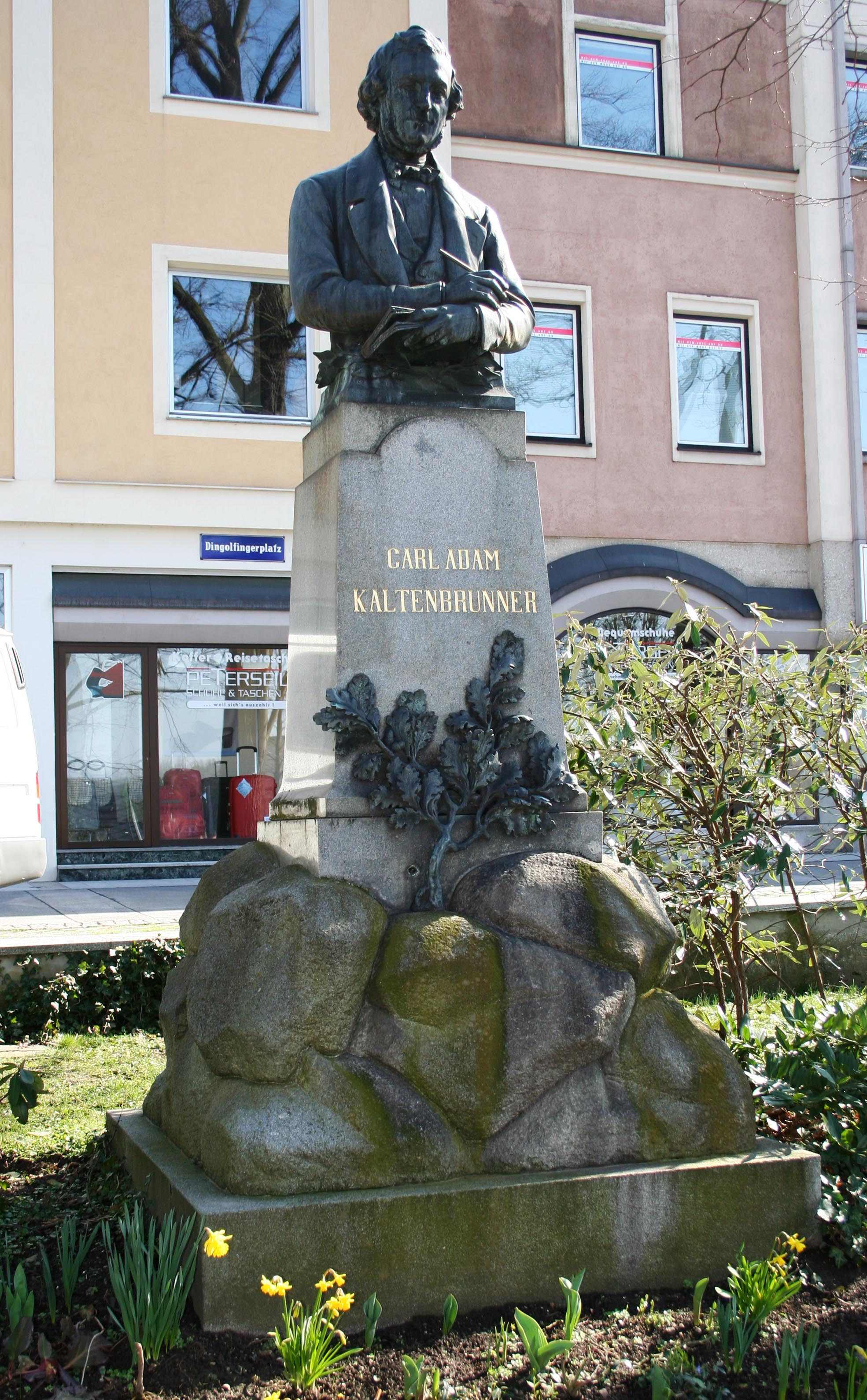
Das Kaltenbrunner-Denkmal in Enns

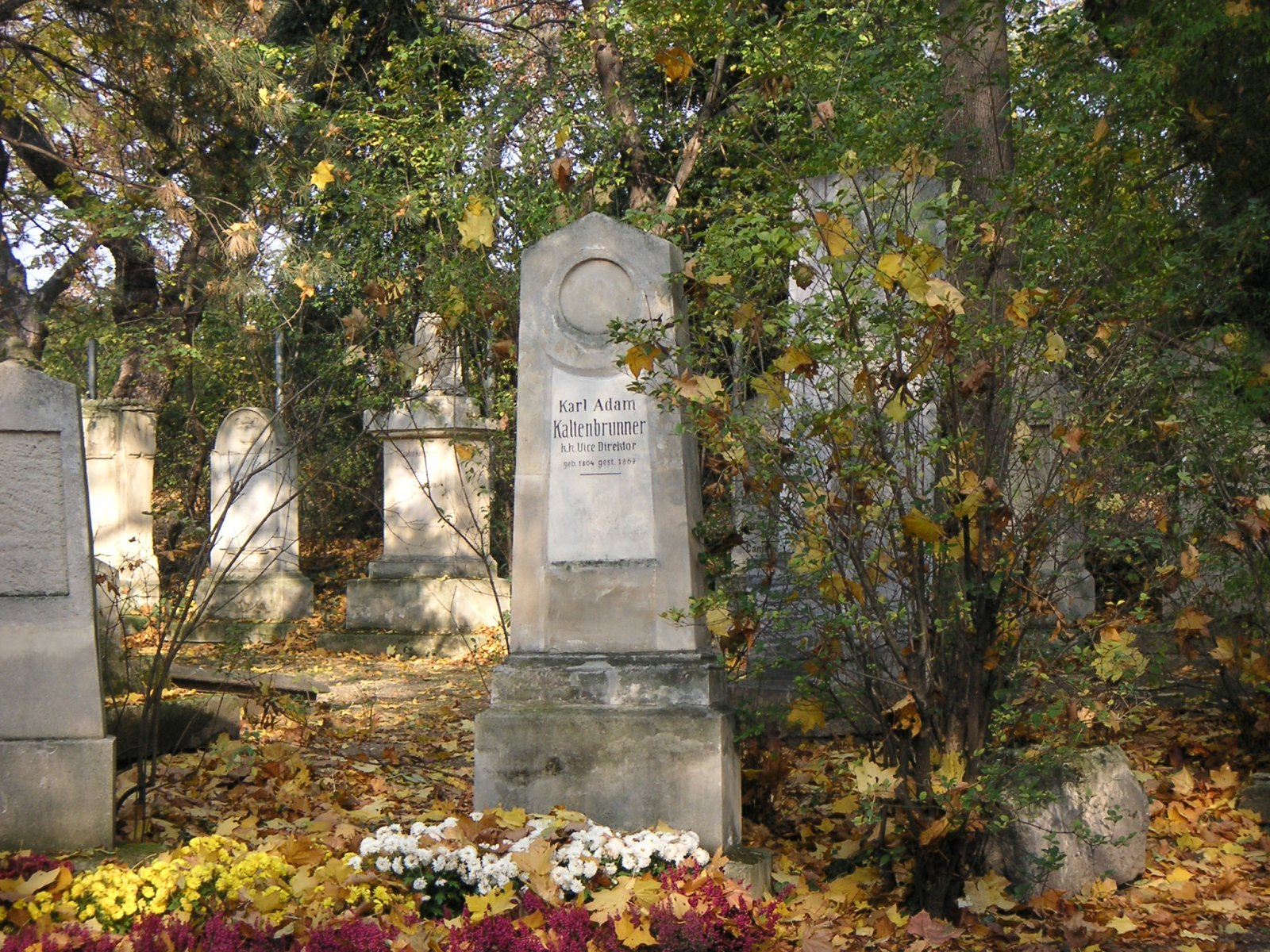
Kaltenbrunners Grabmal im Waldmüllerpark

Carl oder Karl Adam Kaltenbrunner (* 30. Dezember 1804 in Enns; † 5. Jänner 1867 in Wien) war österreichischer Dichter, Schriftsteller, Dialektforscher und 1. Ehrenbürger der Stadt Enns.

## Leben
Carl Adam Kaltenbrunner, dessen Vorfahren Sensenschmiede im oberösterreichischen Kremstal waren, entschied sich zum Schmieden von Versen. Sein musisches Talent entdeckte schon sein Volksschullehrer in Enns und während seiner Gymnasialzeit im Benediktinerstift Admont und am Linzer Lyzeum kam es bald zu ersten literarischen Gehversuchen. In Linz, wo Kaltenbrunner 1823 als Beamter in die Staatsbuchhaltung eintrat, wurde er bald ein wichtiger Teil des erblühenden literarischen Lebens in Oberösterreich.
Auch nach seiner dienstlichen Berufung 1842 nach Wien in die k.k. Hof- und Staatsdruckerei, wo er 25 Jahre lang wirkte und bis zum Vicedirektor dieses Kunstinstitutes aufstieg, blieb er aufs engste mit seinem Heimatland Oberösterreich und besonders mit seiner geliebten Vaterstadt Enns verbunden. Seinen ersten (jetzt neu aufgelegten) Mundartgedichtband Oberösterreichische Lieder widmete er 1845 „Mein’n lieben Ennsern in eahn’n kloan Stadtl beinander, und was zu dera Pfarr ghert“.
In Wien nahm Kaltenbrunner regen Anteil am gesellschaftlichen Leben der Reichshauptstadt und wurde zum beliebten Gast in literarischen Zirkeln und künstlerischen Vereinigungen, wie „Die grüne Insel“, „Aurora“, „Eintracht“, „Hesperus“ usw. Dort kam es auch zu freundschaftlichen Beziehungen zu Franz Grillparzer, Adalbert Stifter, Nikolaus Lenau, Ernst von Feuchtersleben, Eduard von Bauernfeld, Prechtler etc. sowie zu bedeutenden Malern, Musikern und Mitgliedern des k.k. Burgtheaters. Zu verschiedensten Anlässen trat er dort mit Gelegenheitsdichtungen auf und machte in diesen Kreisen den „obderennsischen“ Dialekt richtig salonfähig. So beispielsweise mit dem damals viel umjubelten Abschiedsgedicht für seinen Freund Joseph Sellény, der 1857 als Landschaftsmaler an der zweijährigen Weltumseglung mit der kaiserlichen Fregatte „Novara“ teilnahm.
Seine berufliche Arbeit in der k.k. Hof- und Staatsdruckerei, die sprachliche und literarische Leistungen verlangte, regte Kaltenbrunner auch zu Sprachstudien an, namentlich über die alte Volkssprache seines Heimatlandes. Der damals von gewissen Kreisen vertretenen Ansicht, der Dialekt sei nur die „schlampig“ gesprochene Hochsprache, trat er mit Vehemenz entgegen. Um seine eigene These zu untermauern, durchwanderte er bei seinen Aufenthalten in Oberösterreich alle Winkel des Landes und forschte bei der vornehmlich bäuerlichen Bevölkerung nach alten Sprüchen und Redensarten. Auf Hunderten von kleinen Zetteln brachte er dieses von Generation zu Generation weitergegebene sprachliche Kulturgut zu Papier.
Carl Adam Kaltenbrunner starb am 6. Jänner 1867 in Wien und wurde auf dem in der Zwischenzeit aufgelassenen kath. Matzleinsdorfer Friedhof mit großer Anteilnahme der Bevölkerung beerdigt. Die Grabstätte Kaltenbrunners befindet sich heute im Gräberhain des Waldmüllerparks, wo insgesamt 100 sehenswerte Grabmäler von historisch-künstlerischem Wert aufgestellt sind.

## Literarisches Schaffen
Das literarische Schaffen Carl Adam Kaltenbrunners ist vielseitig. Es umfasst lyrische und epische Dichtungen – zumeist Loblieder auf sein Land und sein Volk, Balladen, Novellen, Dramen, oberösterreichische Dorf- und Volksgeschichten. Die Stärke Kaltenbrunners lag aber auf dem Gebiet der Mundartdichtung.
Carl Adam Kaltenbrunner war ein Patriot. Seine von ihm gelebten Charaktereigenschaften transferierte er in seinem Gedicht Österreichisch! (1859) auf das ganze Volk. So schreibt er in der 1. Strophe:

„Frisch außa, wie ’s drin is!
 Nöt kriech’n auf ’n Bauch,
 Ins Gsicht schaun und d’ Hand göbn,
 Is Östreicher-Brauch.“

Vieles, was Kaltenbrunner geschaffen und hinterlassen hat, ist noch unaufgearbeitet und liegt im Nachlass des Dichters im Museum Lauriacum Enns – so beispielsweise auch die Sammlung Sprichwörter und Redensarten nach der alten Volkssprache im Lande ob der Enns.

## Bedeutung
Kaltenbrunners Wirken fiel in eine Zeit, wo die Mundartdichtung vor allem in Oberösterreich gerade ihre Blütezeit erreicht hatte. Zur Mitte des 19. Jahrhunderts gab es hier an die 20 Dialektdichter, unter ihnen Kaltenbrunner und Franz Stelzhamer.
Die Dichterpersönlichkeit Carl Adam Kaltenbrunner wurde schon zu Lebzeiten mit höchsten Ehrungen ausgezeichnet und zum 100. Geburtstag errichtete ihm 1904 die Ennser Bürgerschaft ein Denkmal. Zum 200-Jahr-Jubiläum würdigte ihn die Kaltenbrunner Runde Enns mit der Erstellung eines „virtuellen Denkmals“ auf deren Website.
Wie das Gesamtwerk Kaltenbrunners gewürdigt wird, geht u. a. auch daraus hervor, dass er von der Preußischen Akademie der Wissenschaften im Jahre 2003 in ihre Forschung über bedeutende deutschsprachige Dichter aufgenommen wurde.